# Stylogyne fluminensis
Stylogyne fluminensis är en viveväxtart som först beskrevs av Carl Christian Mez, och fick sitt nu gällande namn av Ricketson och Pipoly. Stylogyne fluminensis ingår i släktet Stylogyne och familjen viveväxter. Inga underarter finns listade i Catalogue of Life.